# Sint-Rochuskerk (Soiron)

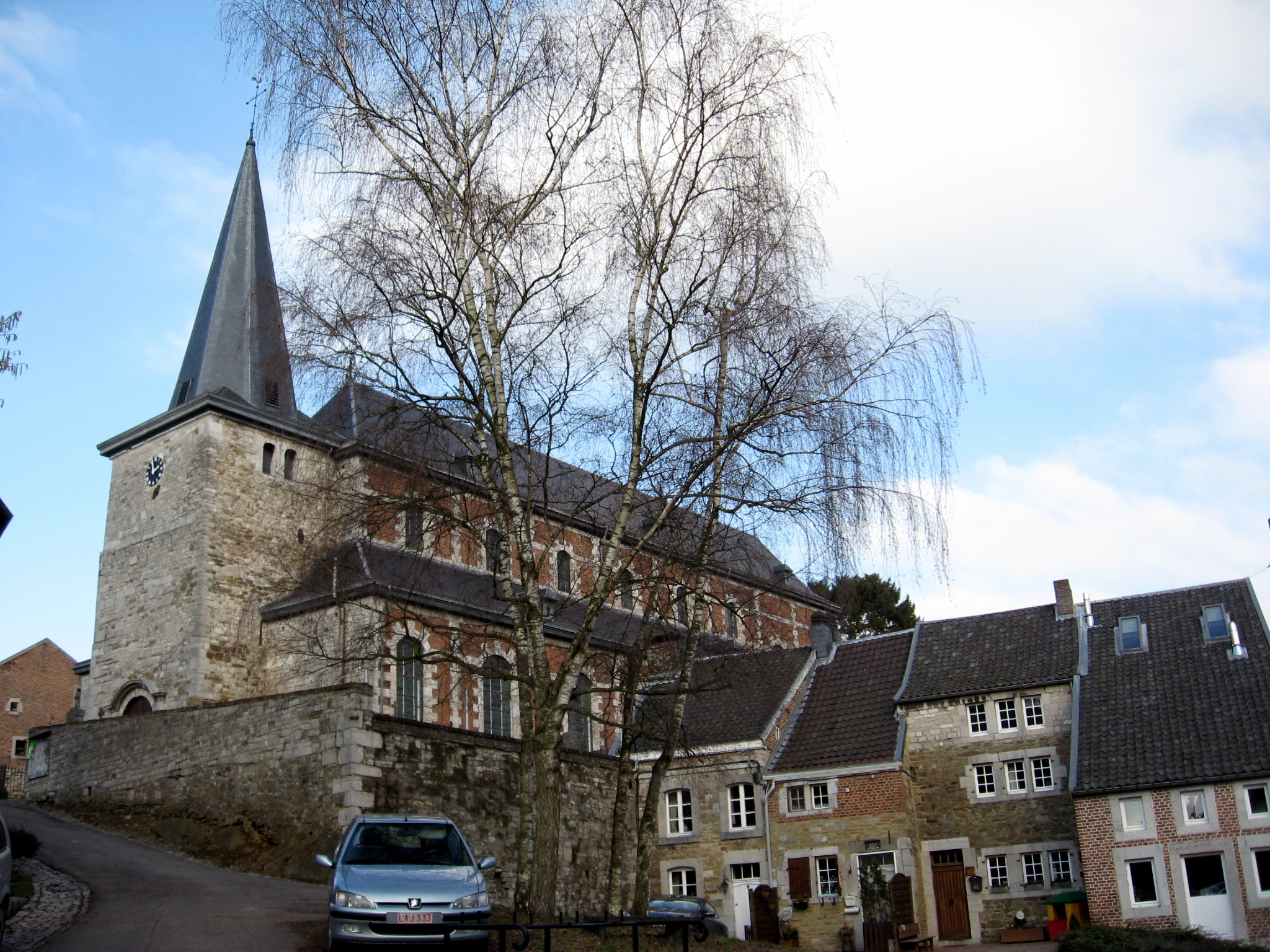
Sint-Rochuskerk

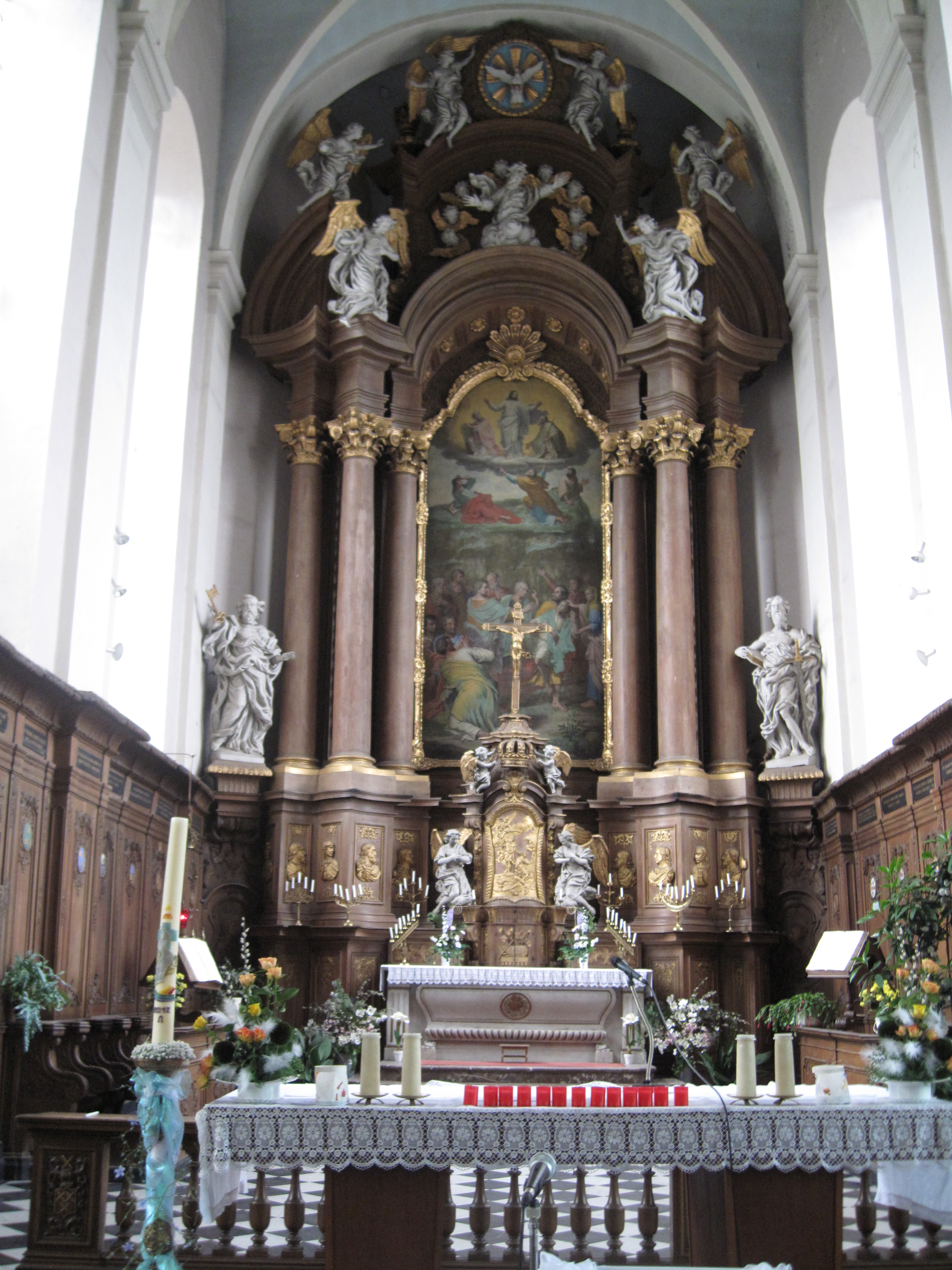
Hoofdaltaar

De Sint-Rochuskerk is de parochiekerk van de tot de Belgische gemeente Pepinster behorende plaats Soiron, gelegen in Soiron-Centre.
In 1086 was voor het eerst sprake van een kerk. Deze werd door de aardbeving van 18 september 1692 verwoest, op de toren na, die nog in 1627 was herbouwd. De herbouw van het schip begon in 1723 naar plannen van Victor Carron. Het grootste deel van het werk kwam in 1725 gereed en in 1730 werd de kerk ingezegend.

## Gebouw
De gedrongen voorgebouwde toren is in kalksteenblokken gebouwd en heeft een achtkante spits. Het driebeukig basilicaal schip, in classicistische stijl, heeft zes traveeën en de scheibogen rusten op Toscaanse natuurstenen zuilen. Dit schip is gebouwd in baksteen met natuurstenen hoekbanden en omlijstingen. Het verlengde van het middenschip vormt het koor en dit is driezijdig gesloten.
De kerk wordt omringd door een kerkhof. Er zijn grafzerken en grafkruisen vanaf de 16e eeuw, en vooral van de 17e eeuw.

## Interieur
Het kerkmeubilair stamt voornamelijk uit 1730 en werd grotendeels vervaardigd door Hubert Belleflamme, zoals het hoofdaltaar in barokstijl, de lambrisering, de communiebank en de biechtstoelen. Het hoofdaltaar bevat een schilderstuk uit hetzelfde jaar, voorstellende de transfiguratie en een kopie van het schilderij van Rafaël. De Kruiswegstaties zijn geschilderd door Pascal Ancion in 1762. Van omstreeks 1650 is een schilderij dat Sint-Rochus voorstelt, die de pestlijders geneest.
Er zijn diverse 18e-eeuwse heiligenbeelden, zoals een Sint-Rochus en een Madonna met Kind in gepolychromeerd hout, van omstreeks 1720, 18e-eeuwse houten beelden van Sint-Paulus en Sint-Petrus, een 17e-eeuws kruisbeeld, een bijzonder 15e-eeuws muurtabernakel. Nog ouder is het doopvont in blauwe Maaskalksteen, dat vier maskers toont en vreemde reliëfs, fantasiedieren voorstellende. Het stamt uit de 12e eeuw en is in romaanse stijl.